# José Ignacio Echeverría
José Ignacio Echevarría Echániz (Tánger, 8 de febrero de 1946) es un político español del Partido Popular. Fue el presidente de la Asamblea de Madrid entre 2011 y 2015.

## Biografía
Nacido el 8 de febrero de 1946 en Tánger (Zona Internacional de Tánger). Se licenció en Derecho y Administración de Empresas en el ICADE, en Madrid. Antes de su entrada en la política ejerció la abogacía y el asesoramiento legal a empresas.
Posteriormente, realizó cursos de postgrado en Derecho Marítimo.[cita requerida]
Echeverría, que se había afiliado a Alianza Popular (AP) el 24 de septiembre de 1981, se presentó como candidato en la lista de la coalición AP-PDP-UL para las elecciones municipales de 1983 en Madrid, pero no resultó elegido entonces. No obstante, obtuvo posteriormente el acta de concejal del Ayuntamiento de Madrid el 27 de febrero de 1987, cubriendo una vacante. Renovó su acta de concejal en las municipales de mayo de 1987, en las que se había presentado noveno de la lista de AP. Después de la exitosa moción de censura presentada contra el alcalde Juan Barranco y la consiguiente investidura de Agustín Rodríguez Sahagún como alcalde, entró en la junta de gobierno municipal, encargado de las competencias de Economía y Hacienda. Reelegido en ls municipales de 1991, desempeñó a lo largo de esta corporación las competencias de urbanismo, en lo que fue el primer gobierno municipal de José María Álvarez del Manzano. En su última corporación en el consistorio, entre 1995 y 1999, ejerció competencias de Tráfico y Seguridad Ciudadana, convirtiéndose también en 1996 en primer teniente de alcalde, en sustitución de Esperanza Aguirre.
Como consecuencia de diversos problemas en la gestión municipal en áreas de su competencia, como el falseamiento de firmas de policías municipales, o una ordenanza municipal que pretendía castigar a la gente corriendo por la calle o esperando fuera de la marquesina al autobús, la dirección del PP decidió retirarle de responsabilidades de gobierno y designarle candidato para las elecciones a la Asamblea de Madrid de 1999, sin responsabilidades ejecutivas previstas.
Incluido como número 18 en la lista del PP para las elecciones autonómicas, Echeverría se convirtió en miembro de la v legislatura del parlamento regional. Renovaría su escaño de parlamentario en las elecciones de mayo de 2003, octubre de 2003, 2007, 2011 y 2015. Entre 2005 y 2008 también ejerció de senador, por designación autonómica de la Asamblea de Madrid.

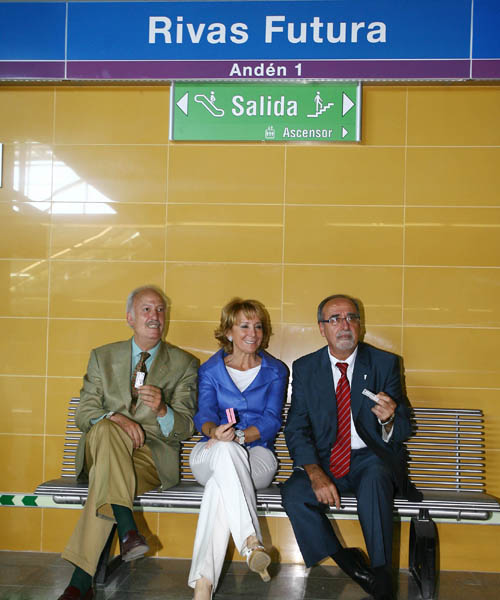
«Mr. Walker», nombre por el cual Echeverría es conocido en los círculos políticos, fotografiado en 2008 sosteniendo un billete de metro con la compañía de Esperanza Aguirre y José Masa.

Le volvieron a ser conferidas responsabilidades ejecutivas en 2008, con su nombramiento por Esperanza Aguirre como consejero del Gobierno de la Comunidad de Madrid, al frente de la Consejería de Transportes, en sustitución de Manuel Lamela. Tomó posesión del cargo el 26 de junio de 2008.
El 10 de marzo de 2011, siendo consejero de Transportes, se equivocó al afirmar en sede parlamentaria que el Metrobús —el popular bono de diez viajes— «no existe». Echeverría respondía a una crítica del diputado socialista Modesto Nolla, que había criticado en su turno de palabra que la Comunidad de Madrid se negara a contribuir a la bajada del precio del transporte colectivo al negarse a rebajar el "5 % (del precio) del metrobús".
Cuatro días después, Echeverría presentó su dimisión poniendo su cargo a disposición de la presidenta regional, Esperanza Aguirre, quien decidió mantenerlo y le mostró su apoyo.
Desempeñó la función de presidente de la Asamblea de Madrid durante la IX Legislatura (2011-2015). Elegido de nuevo diputado en la x Legislatura iniciada en mayo de 2015, dimitió sin embargo del cargo el 17 de diciembre de ese año como consecuencia del accidente de tráfico sufrido dos días en Collado Villalba antes en el que triplicaba la tasa de alcoholemia permitida. El 8 de marzo de 2017 fue llamado a declarar como imputado ante el juez Eloy Velasco, por la instrucción de la llamada trama Púnica.